# Předovka
Předovka je palná zbraň nabíjená zepředu, tedy skrze ústí hlavně. Do skupiny předovek mohou patřit jak ruční zbraně, tedy podle současného pojmenování pistole a pušky, tak zbraně které byly používány na hradbách, vozech, nebo byly lafetované.

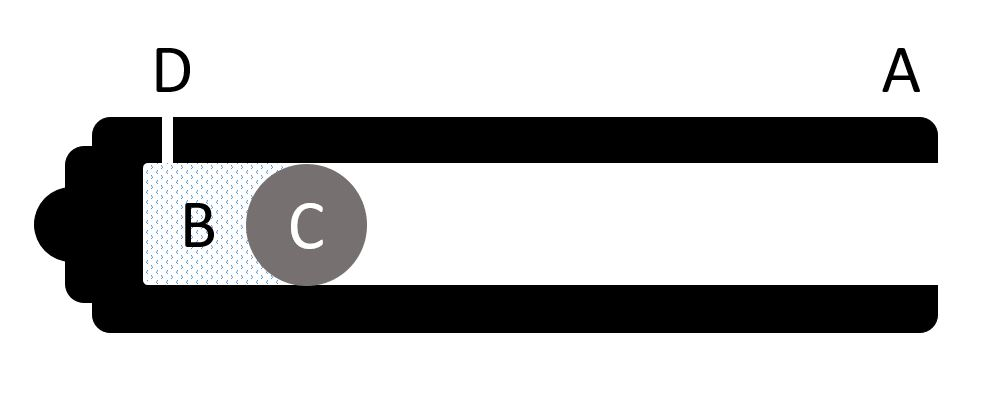
Princip předovky:
A. Hlaveň
B. Výmetná náplň
C. Střela
D. Zátravka

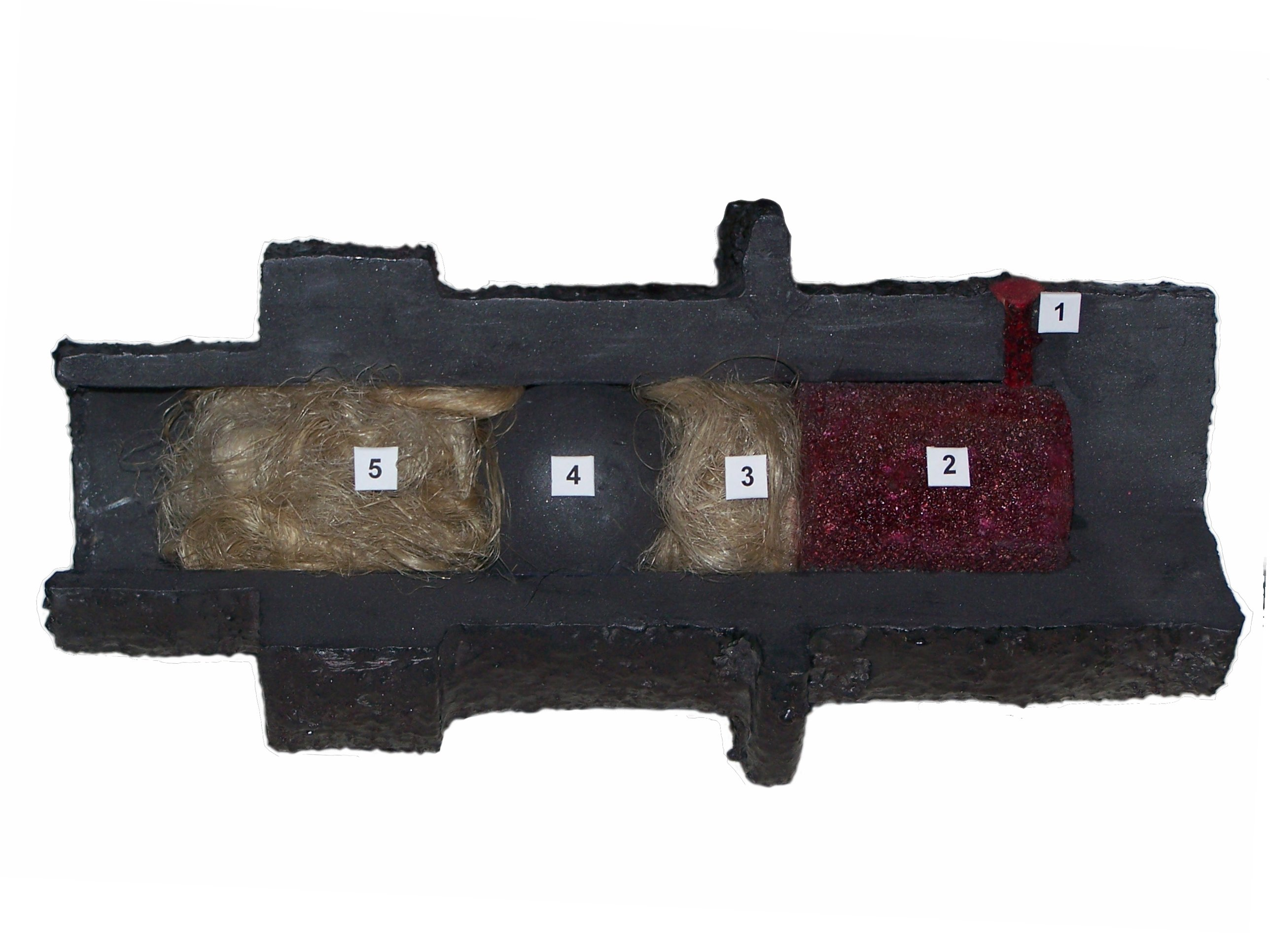
Řez nabitým historickým dělem. (1) Roznětná náplň (2) Hlavní výmetná náplň (3) Ucpávka (4) Střela (5) Ucpávka

## Princip
Zepředu nabíjená palná zbraň je v principu hlaveň (viz obrázek - pozice A), která je z jedné stany uzavřená. Otevřeným koncem se do hlavně vkládá výmetná náplň (B) a střela (C). V hlavni je otvor nazývaný zátravka (D), kterým se zapaluje výmetná náplň. Někdy bývá vnější zakončení zátravky rozšířené pro naplnění zátravky výmetnou náplní. Vznikne tak prostor, ve kterém je nasypáno menší množství střelného prachu, které střelec při výstřelu zapaluje. Toto zakončení zátravky se nazývá pánvička. Prach zapálený na pánvičce hoří a zátravkou se oheň dostane až k hlavní výmetné náplni a dojde k výstřelu.
Okolo střely se vkládaly obvykle ucpávky. Úlohou ucpávek je omezit únik plynů vznikajících při hoření výmetné náplně. Energie těchto plynů vystřelí projektil z hlavně. Pokud střela netěsní, dochází k velkým ztrátám. Ucpávky slouží také k tomu, aby se střela před výstřelem v hlavni nepohnula, nebo dokonce nevypadla.

## Nevýhody předovek
Obsluha předovek byla relativně nebezpečná. Při nabíjení je nutno otočit zbraň a vkládat do hlavně výmetnou náplň, ucpávky a střelu. V začátcích bylo mimo to nutné správnou dávku prachu odměřovat.
Pokud je požadováno zbraň používat například v boji, tak to znamená požadavek střílet opakovaně v krátkých intervalech. Střelec tedy sype střelný prach do hlavně která je horká a může obsahovat žhavé povýstřelové zplodiny předchozího výstřelu. Z toho důvodu se u historických děl hlaveň po výstřelu protahovala vlhkým vytěrákem.
Střelu je při nabíjení nutno protlačit celým vývrtem hlavně. To jde tím obtížněji, čím je střela v hlavni těsnější. To je ale v rozporu s požadavkem na maximální účinnost střelby. Následně je nutno střelu v hlavni upěchovat. Účelem pěchování je zabezpečit aby střela byla až na výmentné náplni a také se tím střela v hlavni utěsní.
Celý proces nabíjení je relativně komplikovaný a z toho důvodu i pomalý.

## Použití předovek

### Historie
Vzhledem ke konstrukční jednoduchosti byly nejstarší palné zbraně většinou předovky. Zbývající nevýznamná část zbraní byla založena na reaktivním principu, který byl ale později na dlouhá léta opuštěn.
Při výstřelu palné zbraně vznikají v hlavni velké tlaky a proto byly nejstarší zbraně na tomto principu většinou těžká děla. S rozvojem technologie a metalurgie bylo možno vyrábět lehčí zbraně. Tyto zbraně měly různé názvy. Například píšťala, hákovnice, arkebuza, mušketa a další. Kromě dlouhých zbraní byly jako předovky vyráběny i pistole.

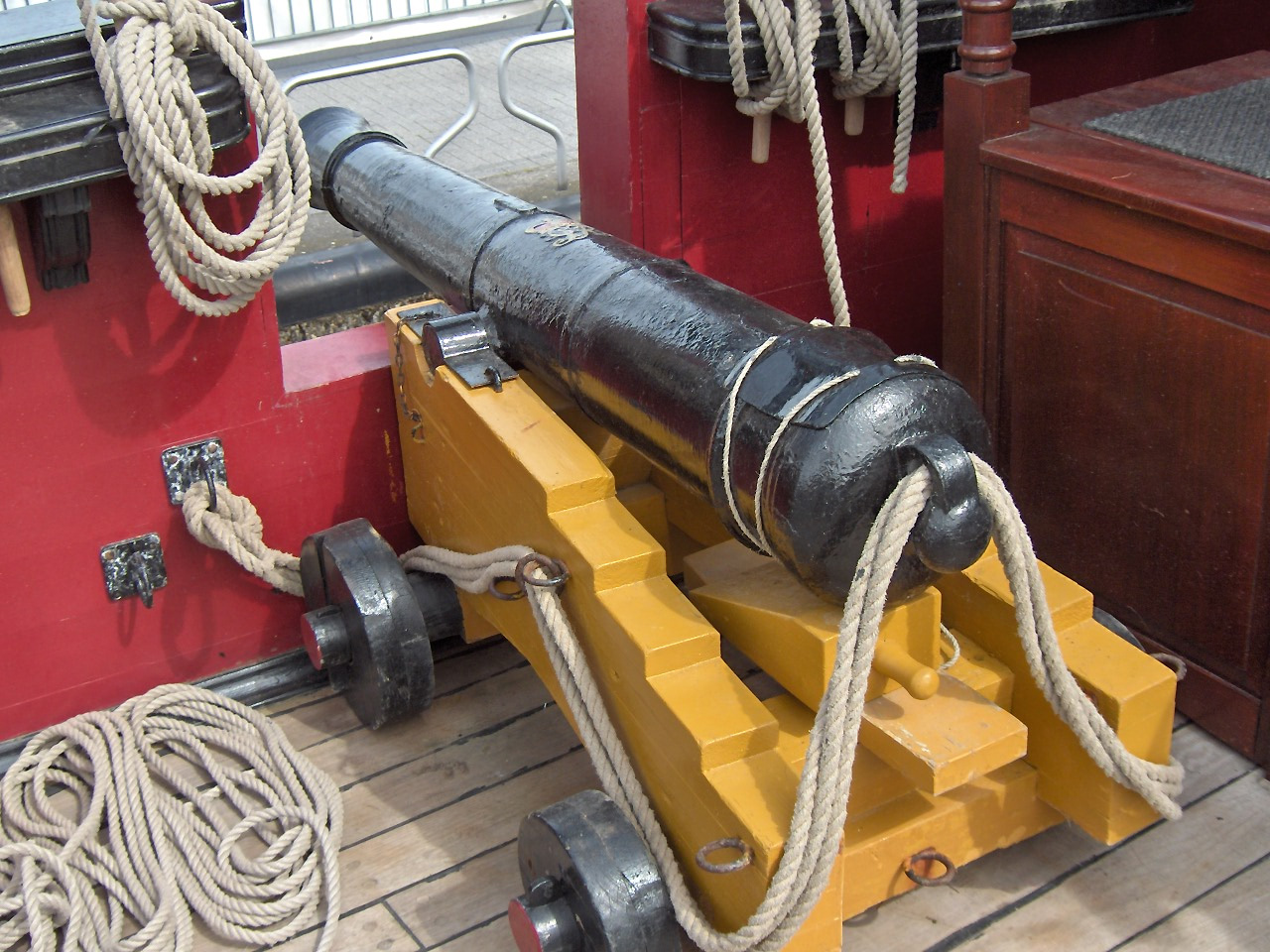
Historický kanón nabíjený zepředu.
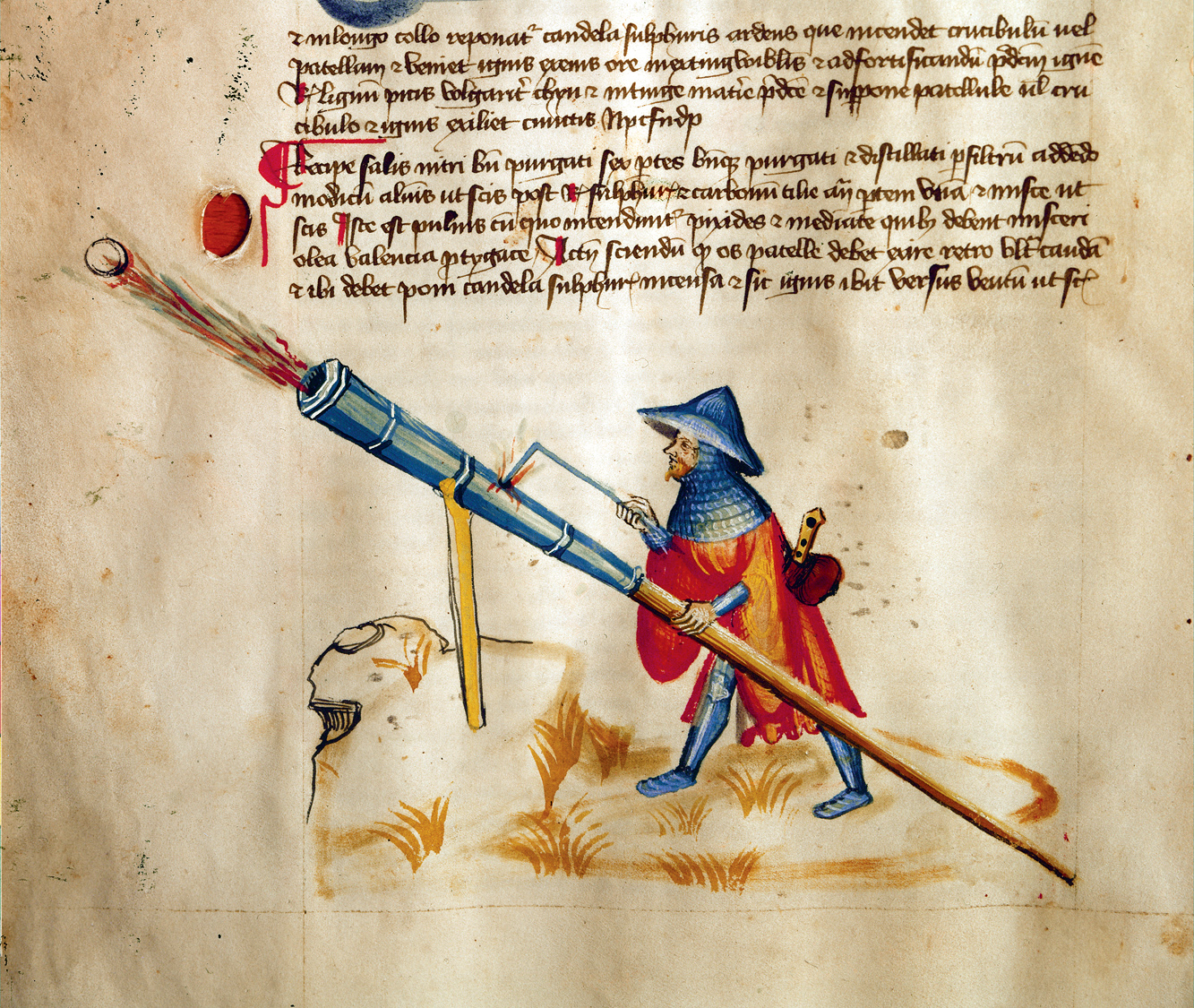
Píšťala.
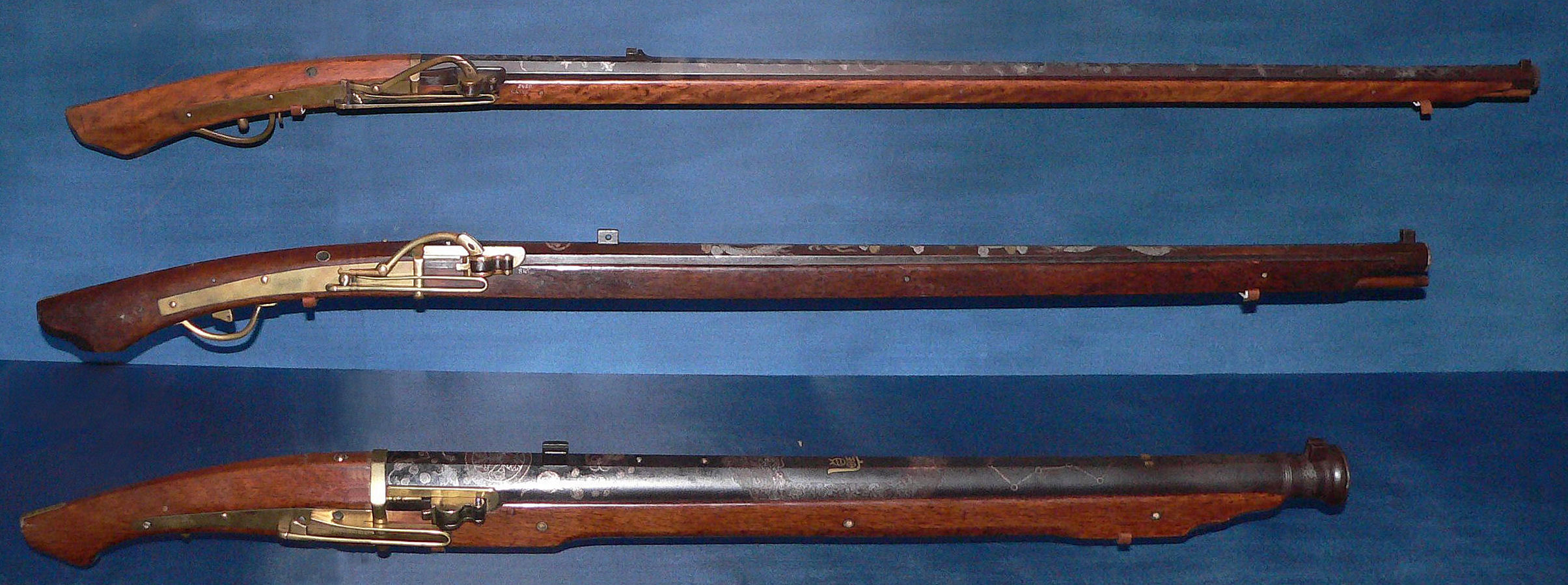
Arkebuzy.
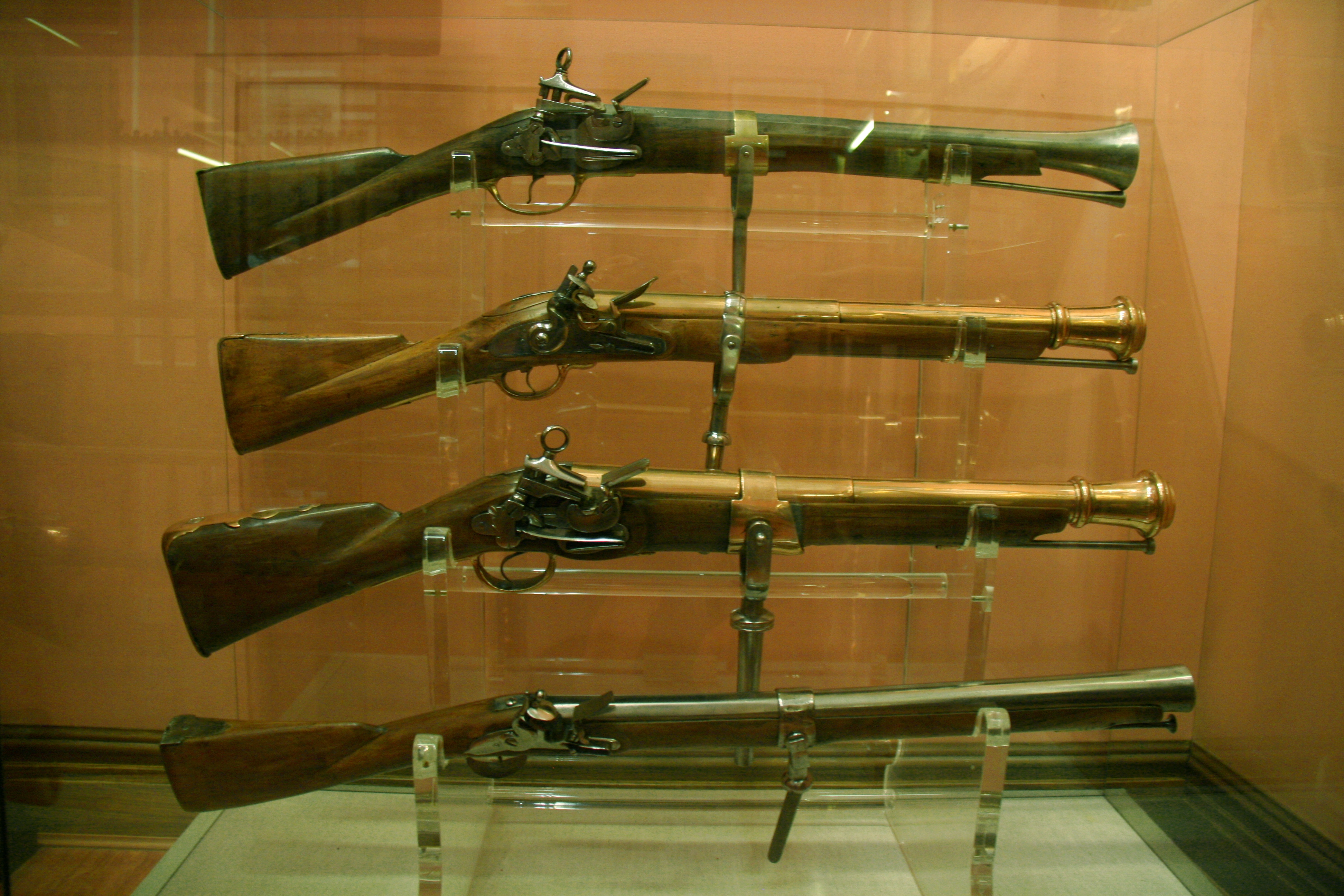
Pušky nabíjené zepředu.
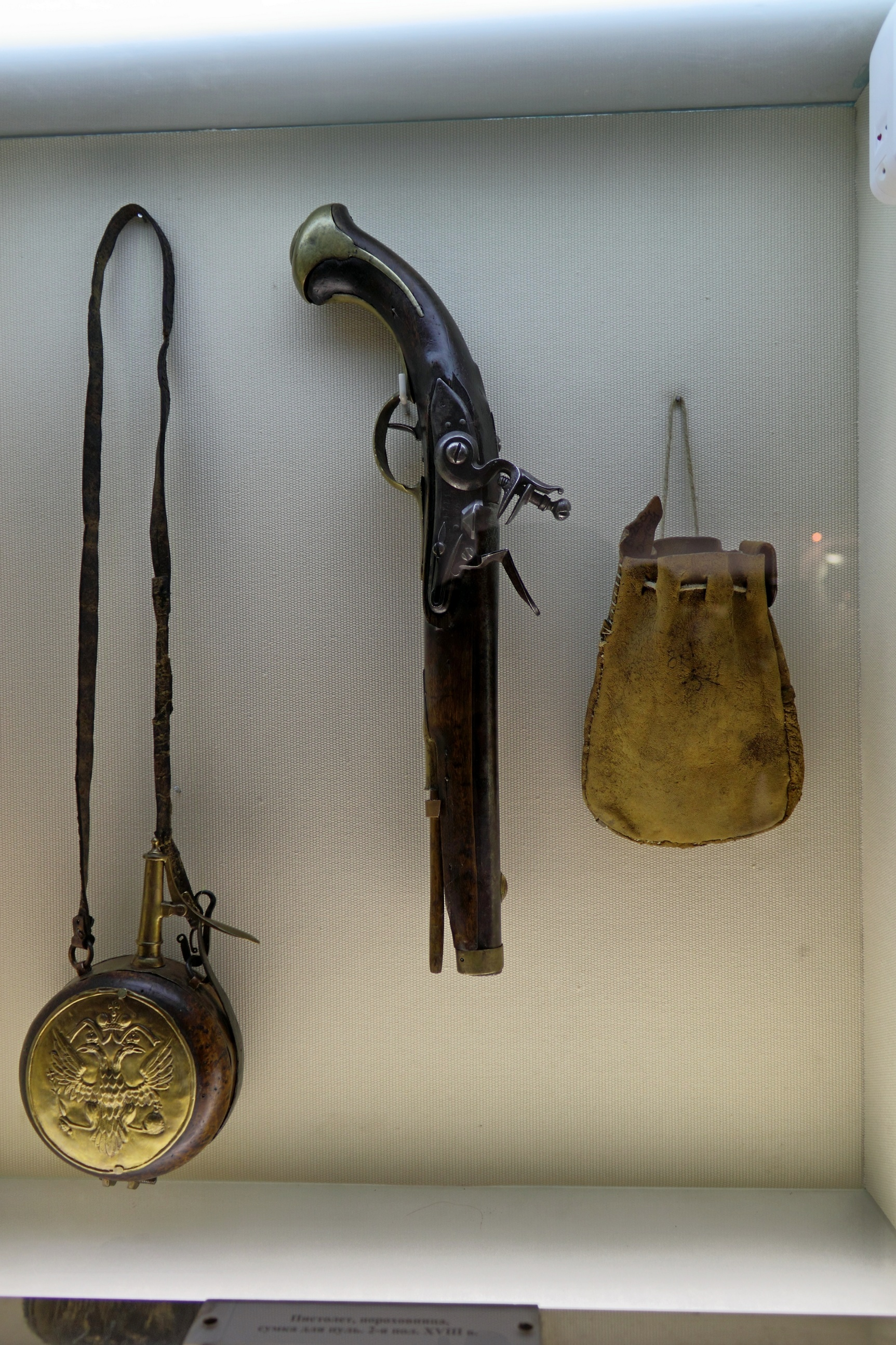
Pistole předovka.

Jako výmetná náplň náplň předovek se používal černý střelný prach.
Od 15. století byly vyráběny i hlavně s drážkovaným vývrtem, který zlepšovaly přesnost střelby. Zajímavým paradoxem je, že znalost fyzikálního principu proč je střelba z drážkované hlavně přesnější nebyla úplně známá. 
Vzhledem k technologicky komplikované výrobě se vyráběly dlouhou dobu vedle drážkovaných vývrtů stále i vývrty hladké. S rozvojem technologie se drážkované vývrty uplatňovaly stále častěji. Aby střela získala v drážkovaném vývrtu rotaci je potřeba aby byla velmi těsná a při průchodu hlavní se svým povrchem vtlačila do drážek hlavně. Nutnost protlačit střelu při nabíjení zepředu celou délkou vývrtu hlavně se ukazovala jako značná nevýhoda předovek.
Pro eliminaci uvedené nevýhody byly navrženy a používány následující principy:
- deformace střely pěchováním na hraně nábojové komory menšího průměru,
- rozšíření střely pěchováním na trnu umístěném v nábojové komoře,
- rozšíření střely působení tlaku plynů hořící výmetné náplně při výstřelu. K tomu měla střela vložený klín nebo tvar byl konstruován za tímto účelem.

Od počátku 15. století byl znám a použit i princip zadovek, tedy zbraní nabíjených zezadu. Nabíjení zezadu bylo zpočátku používán jen u děl a navíc v omezeném měřítku. Technologická omezení doby a absence dalších souvisejících objevů udržely používání zbraní nabíjených zepředu až do 19. století.

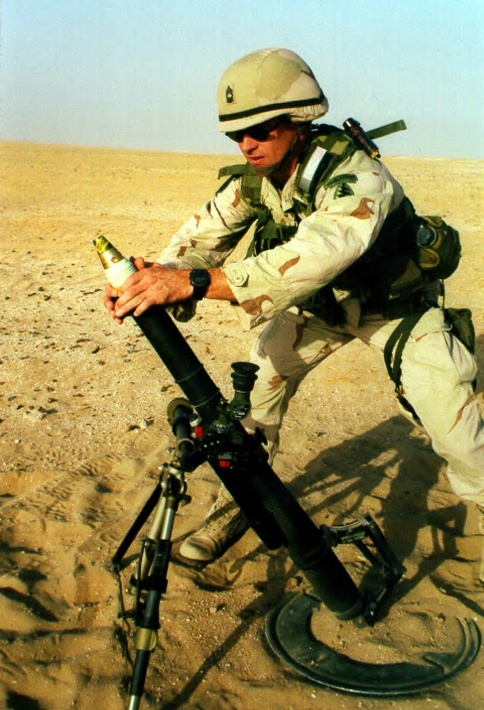
Střelba z minometu

### Současnost
Ještě v jednadvacátém století se používají i v moderních armádách zbraně které jsou v principu předovkami. Jedná se o minomet, tedy konstrukčně relativně jednoduchou zbraň s malou hmotností. U minometů se podařilo vyřešit základní problémy historických předovek, tedy bezpečnost, spolehlivost za každého počasí i rychlost střelby.
Mimo uvedeného moderního použití je střílení z předovek používáno v rámci historických rekonstrukcí, divadelních představení a podobně. Je také provozováno jako druh hobby.